# Futbol Club Ordino
El Futbol Club Ordino es un equipo de fútbol de Andorra de la parroquia de Ordino. Fue fundado en 2010 y juega en la Primera División de Andorra.

## Historia
Fundado en 2010 como academia de fútbol, el FC Ordino juega actualmente la Primera División de Andorra, tras ser admitido por los clubes de la liga en 2012. En mayo de 2013, el Ordino ascendió a la máxima categoría, tras ganar todos los partidos que disputó en la Segona Divisió. El futbolista argentino Javier Saviola se incorporó como segundo entrenador en septiembre de 2016. El club alcanzó dos semifinales de la Copa de Andorra, la primera durante la temporada 2014-15, contra el Lusitans, y la segunda en la temporada 2016-17, contra el Sant Julià. En la temporada regular 2016-17 descendió a segunda división en el playout con un global de 3-5 ante la Penya Encarnada d'Andorra. Al final de la temporada 2017-18, el equipo vuelve a primera división tras acabar 1º en la Segunda División.
A menudo se ha pensado en el FC Ordino como ejemplo de club joven pequeño pero ambicioso y exitoso.

## Palmarés
- Segunda División de Andorra: 3

2012-13, 2017-18, 2020-21

## Temporada a temporada
| Temporada |                 | Pos. | PJ. | G  | E | P  | GF  | GC | DG   | Pts | Copa             |
| --------- | --------------- | ---- | --- | -- | - | -- | --- | -- | ---- | --- | ---------------- |
| 2012-13   | Segona Divisió  | 1    | 22  | 22 | 2 | 0  | 119 | 10 | +109 | 66  | Cuartos de final |
| 2013-14   | Primera Divisió | 5    | 20  | 9  | 5 | 6  | 41  | 34 | +7   | 32  | Primera ronda    |
| 2014-15   | Primera Divisió | 5    | 20  | 10 | 3 | 7  | 36  | 29 | +7   | 33  | Cuartos de final |
| 2015-16   | Primera Divisió | 6    | 20  | 8  | 2 | 10 | 32  | 44 | -12  | 26  | Cuartos de final |
| 2016-17   | Primera Divisió | 7    | 27  | 8  | 3 | 16 | 45  | 56 | -11  | 27  | Semifinales      |
| 2017-18   | Segona Divisió  | 1    | 22  | 17 | 2 | 3  | 97  | 20 | +77  | 53  | Primera ronda    |
| 2018-19   | Primera Divisió | 5    | 27  | 10 | 3 | 14 | 34  | 39 | -5   | 33  | Primera ronda    |
| 2019-20   | Primera Divisió | 8    | 24  | 2  | 3 | 19 | 15  | 63 | -48  | 9   | Primera ronda    |
| 2020-21   | Segona Divisió  | 1    | 20  | 15 | 4 | 1  | 57  | 15 | +42  | 49  | Primera ronda    |
| 2021-22   | Primera Divisió | 6    | 27  | 7  | 6 | 14 | 30  | 49 | -19  | 27  | Primera ronda    |
| 2022-23   | Primera Divisió | 6    | 28  | 5  | 8 | 15 | 33  | 55 | -22  | 23  | Semifinales      |
| 2023-24   | Primera Divisió | 6    | 27  | 10 | 6 | 11 | 33  | 29 | +4   | 36  | Cuartos de final |
| 2024-25   | Primera Divisió | 6    | 27  | 9  | 6 | 12 | 32  | 48 | -16  | 33  | Primera ronda    |

## Entrenadores
- Carles Vallverdú (2013)[3][4]
- Carlos Sánchez (2013)[4]
- José Quereda (mayo de 2014-2014)[11]
- Víctor Torres Mestre (agosto de 2014-?)[10]
- José Quereda (2014)[11]
- Fèlix Lluch (2015)[6][13]
- Joan Marmol (agosto de 2018-diciembre de 2018)[9][14]
- Jesús Barón (agosto de 2021-?)[15]
- Carlos Sánchez (?-2022)[16]
- Xavi Cardona (2023)[17]
- Antonio Rueda (julio de 2023-marzo de 2024)[18][19]
- Xavi Carmona (?-enero de 2024)[20]
- Xavi Carmona (junio de 2024-presente)[1]